# スレール
スレール(男性形 Þræll、女性形 Þír。英語: thrall)は、ヴァイキング時代の北欧文化圏における奴隷のことである。スレールは、ヴァイキングにとっては主要な収入源の1つであった。

## 概要
スレールは、ローマの歴史家タキトゥスによって最初に解説がされている。
彼は98年に、「スウェーデン人（スイーオネース）が武装する権利を持たなかった。ただし、武器は奴隷によって屋内で厳重に保管されており、敵襲があった際には彼らに分配された」と記している。すなわち、外敵を海が遮る状況において、貴族や自由民に武装させないために、王は武器をスレールに守らせていた。
スレールの風習は北欧神話からも裏付けられている。神話は、スレールが神リーグルによる独自の祖先を持つと語っている。（『リーグルの詩』を参照）
人は、餓死から逃れるため自分の身を提供するか、捕らえられて売られるか、あるいはスレールの家庭に生まれたことによって、奴隷になったようである。
しかし、餓死を避けるためにスレールに身を落とすのは最も恥ずべきことと考えられ、それゆえに奴隷の獲得方法のうち最初に禁止されたのも、飢えによるものであった。
スレールを得る方法として最も一般的だったのは、外国での捕虜の略奪や、またはそうして捕らえられた外国人の購入だった。
ローマでの奴隷の慣習の場合と同様、当時の北欧においてはあらゆる民族がスレールとなりえた。
さらに、スレールは社会的地位を有していたが、社会の他の階級より劣る身分にとどまり、家庭内労働者同様の立場におかれた。
スレールは家畜のように保有され、その主人は彼らに対する生殺与奪の権利を持っていた。
主人がスレールを鎖に繋いだり鞭打ったりすることはなかった。スレールは自分の世帯を持つことができ、主人に命じられた穀物や家畜や織物を納付していた。
自由民の父によって女のスレールから生まれた子が長じると、その人は自由民であると考えられた。しかし、スレールの父によって自由民の女性から生まれた子は、長じても奴隷であると考えられていた。
キリスト教が北欧に伝わった頃、非キリスト教徒である人々のスレールへの需要は高まっていた。
キリスト教徒がスレールを売買することは許されていなかったため、北欧人はスレール売買を事実上独占していた。
やがてスカンディナヴィアがキリスト教化されると、スレールの制度は社会的に許されないものとなり、最終的に廃止された。

## 註
1. ↑  タキトゥス『ゲルマーニア』泉井久之助訳注、岩波書店〈岩波文庫〉、1979年、210-211頁。
2. ↑  タキトゥス『ゲルマーニア』泉井久之助訳注、岩波書店〈岩波文庫〉、1979年、114頁。

## 関連作品
- 『ヴィンランド・サガ』 - 幸村誠の歴史漫画。作中で描かれている。